# Cam Clarke
Cam Clarke, nome completo Cameron Arthur Clarke (Burbank, 6 novembre 1957), è un doppiatore e cantante statunitense.

## Biografia
È figlio del regista e attore Robert Clarke. La madre è Alyce Driggs, una delle "King Sisters", il quartetto di cantanti mormone di Salt Lake City, che aveva una propria trasmissione dal 1969 al 1992. Clarke è conosciuto anche con gli pseudonimi James Flinders, Jimmy Flinders e Cam Clark per evitare multe a causa delle limitazioni poste dal sindacato degli attori.
Clarke ha interpretato Shōtarō Kaneda nel film Akira (1989), Max Sterling e Lancer nella serie Robotech, Rigadon in Il giro del mondo di Willy Fog nel 1994, D'Artacan in D'Artacan e i tre moschettieri nel 2000, Leonardo e Rocksteady nella serie Teenage Mutant Ninja Turtles del 1987, ma soprattutto Liquid Snake nella serie di videogiochi Metal Gear e Daniel Garner, il protagonista del videogioco Painkiller.

## Doppiatore (parziale)
- Timon e Pumbaa (4 episodi, 1995-1998)
- Scooby-Doo e l'isola degli zombie (Scooby-Doo on zombie island), regia di Hiroshi Aoyama, Kazumi Fukushima e Jim Stenstrum (1998)
- Il re leone II - Il regno di Simba, regia di Darrell Rooney (1998) - solo parte cantata
- La sirenetta II - Ritorno agli abissi (The Little Mermaid II: Return to the Sea), regia di Jim Kammerud e Brian Smith (2000)
- House of Mouse - Il Topoclub (2 episodi, 2001)
- Tales of Symphonia (2003)
- Clifford e i suoi amici acrobati (Clifford's Really Big Movie), regia di Robert C. Ramirez (2004)
- Il re leone 3 - Hakuna Matata (The Lion King 1½), regia di Bradley Raymond (2004)
- Barnyard - Il cortile (Barnyard), regia di Steve Oedekerk (2006)
- World of Warcraft: The Burning Crusade (2007)
- Underdog - Storia di un vero supereroe (Underdog), regia di Frederik Du Chau (2007)
- Biancaneve e gli 007 nani (Happily N'Ever After 2), regia di Steven E. Gordon e Boyd Kirkland (2008)
- I pirati fannulloni (The Pirates Who Don't Do Anything: A VeggieTales Movie), regia di Mike Nawrocki (2008)
- Agente Speciale Oso - serie TV, 22 episodi (2009-2012)
- Animal Crackers, regia di Scott Christian Sava, Tony Bancroft e Jaime Maestro (2017)
- Pluto - serie TV (2023)

## Doppiatori italiani
Nelle versioni in italiano dei suoi film, Cam Clarke è stato doppiato da: 
- Riccardo Rossi in House of Mouse - Il Topoclub, Timon e Pumbaa
- Roberto Stafoggia in Il re leone II - Il regno di Simba
- Marco Balzarotti in Scooby-Doo e l'isola degli zombie
- Davide Perino in La sirenetta II - Ritorno agli abissi
- Andrea Mete in Agente Speciale Oso
- Luca Dal Fabbro in Disney - Imparare che Avventura! (Topolino e il Giro del Mondo in 80 Giorni / Topolino e il Fagiolo Magico) (Disney, 2005)
- Fabrizio Pucci in Biancaneve e gli 007 nani